# نيك كولينز (سياسي)
نيك كولينز (بالإنجليزية: Nick Collins)‏ هو سياسي أمريكي، ولد في 26 أغسطس 1982 في ماساتشوستس في الولايات المتحدة. حزبياً، نشط في الحزب الديمقراطي. وقد انتخب عضو مجلس نواب ماساتشوستس.